# またせて、ごめんネ。
またせて、ごめんネ。は、1999年8月21日に発売された大野まりなのオリジナルミニアルバム。2005年8月26日には、『またせて、ごめんネ。+』が新曲・ボーナストラックを加えて再発売された。
発売元はバンダイ・ミュージックエンターテインメント。再発売はバンブーから行われた。

## 概要
アルバムのテーマは“元気の出るアルバム”で、「CD発売までファンを長い間待たせてしまいました。タイトルそのままの気持ちですね」という大野の気持ちから名付けられた。
再発売は愛好者の要望が多数募ったために行われたもので、「瞳のハートはお熱なの！」、「天下無敵☆まりなロード!」、さらに当人からのメッセージ2005年版が追加されている。
再発版のジャケットは元々ポスターにのみ使われたものが挿し替えられたもの。元版のジャケット写真はケース内側に移動している。

## 収録曲
1. Everlasting Dreamer
  - 作詞：UCO 作曲：吉見
2. 連れてってパラダイス
  - 作詞：濱田美和子 作曲：景家淳
3. 9時の観覧車
  - 作詞・作曲：小笠原ちあき
4. Vapor Trail(飛行機雲)
  - 作詞・作曲：栗田徹
5. Marinaの夏
  - 作詞：大野まりな 作曲：景家淳
6. LOOK
  - 作詞：大野まりな 作曲：景家淳
7. 1999年夏のまりなちゃん（おしゃべり）
8. 瞳のハートはお熱なの！ (PCゲームえろっ娘・ぐろぅあっぷより) ＊
  - 作詞：山根かつみ 作曲：ロドリゲスのぶ 編曲：Beans.M
9. 天下無敵☆まりなロード! ＊
  - 作詞：大野まりな 作曲：ロドリゲスのぶ 編曲：道頓堀ダイバーズ
10. 2005年夏のまりなさん（おしゃべり）＊

- "＊"は『またせて、ごめんネ。＋』追加ボーナストラック
- 原曲はword/music表記のみでarrange表記なし。アルバム全体のArrange Programは景家淳。

## 解説
- 9時の観覧車は、「収録の時に死んでしまったハムスターのこと思い出して泣いてしまったぐらい、ジーンとくる曲」と語っており[3]、後になってもこの曲を歌う時は泣いてしまい最後まで歌いきれないという。

- 原版部分はアイドル歌謡色が強く、最後の1999年のメッセージでは、歌手になるのに大変な苦労を経た思いが込められている。

- 一転して追加部分は電波ソング色の強いものとなっている。2005年のメッセージはキャラクターソングは出せてもオリジナル曲のCDを出せなかったことを克服するために営業して作成に至った苦労や9時の観覧車、アルバム全体のことなどが広範に語られる。

- 再発売時用の新曲「天下無敵☆まりなロード!」は、編曲を担当した道頓堀ダイバーズが演奏。同バンドは『あうちっ！』で「天下無敵のYURI ロード」として同曲をカヴァーしている[5][6]。